# Come Undone
Singles de Duran Duran
Ordinary World
(1992) Too Much Information
(1993)
Come Undone est une chanson du groupe anglais Duran Duran, sortie en single en 1993. C'est le second extrait de Duran Duran, 7e album studio du groupe également sorti en 1993 et connu aussi sous le nom de The Wedding Album, pour le différencier de l'autre album éponyme Duran Duran sorti en 1981.

## Historique et contenu
Le guitariste et membre « temporaire » du groupe à l'époque, Warren Cuccurullo, est crédité au développement musical de Come Undone, notamment dans le hook de guitare, qu'il a créé en tentant une réinterprétation de First Impression de l'album Liberty (1990). En 2005, Warren Cuccurullo révèle à Steve Malins que lui et Nick Rhodes voulait à l'origine utiliser cette chanson pour un projet autre avec Gavin Rossdale. Mais le chanteur du groupe Simon Le Bon est séduit par la musique et commence à écrire des paroles
Le claviériste du groupe Nick Rhodes revient sur la création de la chanson en 2013, pour les 20 ans de l'album :

« C'est quelque chose que Warren et moi avons commencé à écrire en parallèle à d'autres choses, et Simon est venu et a entendu ce que nous étions en train de faire. Il a dit “Wow, j'adore ça !”. Et donc c'est devenu une chanson de Duran Duran. [Simon] est venu avec une superbe mélodie »

Les paroles de Simon Le Bon ont été écrites pour sa femme, Yasmin.
Le bassiste de Duran Duran, John Taylor, ne joue pas de basse sur cette chanson, bien qu'il apparaissent dans le clip. Nick Rhodes et John Jones jouent donc de la basse sur synthétiseurs. Tessa Niles participe aux chœurs. La chanson contient un sample de Ashley's Roachclip de The Soul Searchers, le groupe de Chuck Brown.
Le producteur de l'album John Jones rapporte que la chanson a été ajoutée à la dernière minute à l'album :

« Au moment on nous avions terminé et masterisé l'album et que nous commencions la pochette de l'album Thank You. Un jour, nous faisons les lignes de percussions et de basse d'une démo appelée Face to Face et on y ajoute un riff de guitare ultra cool que Warren a fait lors d'une version « reprise » de First Impression. Après plusieurs heures de peaufinage, nous l'avons jouée par téléphone à Capitol à Los Angeles et ils l'ont adorée et ont dit qu'ils la voulaient sur l'album ! Quand Nick est arrivé cet après-midi, l'intro était devenue une chanson que nous avons jouée à Simon cette nuit. Il est revenu le lendemain avec les paroles et la mélodie et je pense que nous avons fini les voix le jour d'après. Le quatrième jour, nous avons fini les détails de la piste et nous l'avons envoyée à David Richards en Suisse pour qu'elle soit mixée »

## Clip

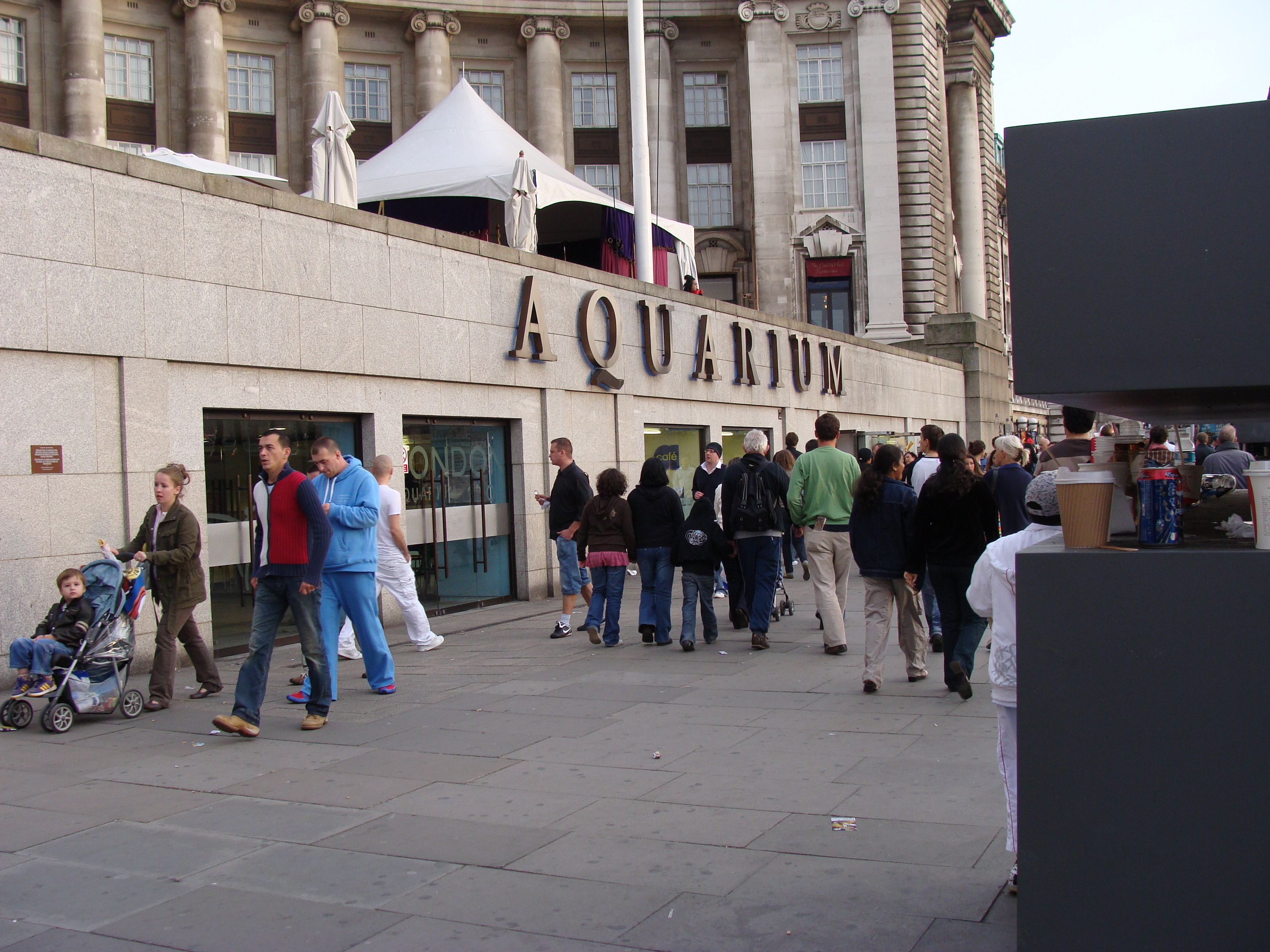
L'aquarium Sea Life de Londres a servi de décors au clip

Le clip de Come Undone est réalisé par Julien Temple et tourné au Sea Life Aquarium de Londres.
La vidéo met en scène les membres du groupe qui chantent devant des aquariums avec divers poissons et animaux marins. On peut également voir une femme enchainée et jetée à l'eau, une petite fille et un couple de personnes âgées.
Un extrait du clip peut être vu dans l'épisode No Laughing de la série télévisée d'animation américaine diffusée sur MTV, Beavis et Butt-Head, en juillet 1993.

## Liste des titres et différents formats
| 1. Come Undone (Edit) – 4:15 2. Ordinary World (version acoustique) – 5:05 1. Come Undone (FGI Phumpin' 12") - 8:14 2. Come Undone (7" Edit Alternate) - 3:57 3. Come Undone (La Fin De Siècle) - 5:25 4. Come Undone (12" Mix Comin' Together) - 7:27 5. Come Undone (Come Undub) - 4:47 6. Come Undone (version LP) - 4:31 1. "Come Undone (Edit)" – 4:15 2. "Ordinary World (version acoustique) – 5:08 3. "Come Undone (FGI Phumpin' 12")" – 8:16 4. "Come Undone (La Fin de Siècle)" – 5:27 1. Come Undone (version album) – 4:41 2. Rio – 5:35 3. Is There Something I Should Know?" – 4:10 4. A View to a Kill" – 3:35 1. Come Undone – 4:31 2. Skin Trade – 4:25 1. Come Undone (version LP) – 4:40 2. Come Undone (Mix 1 Master) – 7:24 3. Skin Trade (Parisian Mix) – 8:10 4. Stop Dead – 4:32 | 1. Come Undone (U.S. Remix) – 4:20 2. Falling Angel – 3:54 3. To the Shore – 4:03 4. The Chauffeur (démo acoustique) – 3:50 1. Come Undone (Edit) – 4:15 2. Come Undone (Mix 2 Master) – 5:26 3. Come Undone (La Fin de Siècle) – 5:27 4. Come Undone (version album) – 4:38 1. Come Undone (Churban Remix) – 4:17 2. Come Undone (12" Dub Mix) – 5:57 3. Come Undone (Dub Mix) – 5:04 1. Come Undone (version album) – 4:31 2. Come Undone (Mix 2 Master) – 5:26 3. Time for Temptation – 4:07 1. Come Undone (Edit) – 4:15 2. Ordinary World (version acoustique) – 5:05 3. Come Undone (FGI Phumpin' 12'') – 8:14 4. Come Undone (La Fin De Siècle) – 5:25 5. Come Undone (TV Synth Strings) - 5:10 1. Come Undone (Edit) – 4:15 2. Ordinary World (version acoustique) – 5:05 3. Come Undone (FGI Phumpin' 12") – 8:14 4. Come Undone (La Fin de Siècle) – 5:25 5. Come Undone (version album) – 4:31 6. Rio (version album) – 5:33 7. Is There Something I Should Know? – 4:05 8. A View to a Kill – 3:33 |

## Reprises
La chanson a notamment été reprise par Cavo, It Dies Today, My Darkest Days, Gio, Roxy Girls, Raylon Cooper, Adrenaline Mob et Carina Round.
De plus, le groupe de metalcore américain Bad Omens a réalisé une cover de Come Undone, apparaissant sur la version deluxe de leur album Finding God Before God Finds Me, paru en 2020.

## Classements
| Pays et classements (1993)                           | Meilleure position |
| ---------------------------------------------------- | ------------------ |
| Australie (ARIA)                                     | 19                 |
| Belgique (VRT Top 30 Flandre)                        | 30                 |
| Canada (RPM)                                         | 2                  |
| Finlande (Suomen virallinen lista)                   | 48                 |
| France (SNEP)                                        | 26                 |
| Allemagne (Media Control AG)                         | 42                 |
| Irlande (IRMA)                                       | 9                  |
| Italie (FIMI)                                        | 6                  |
| Nouvelle-Zélande (RMNZ)                              | 16                 |
| Suède (Sverigetopplistan)                            | 21                 |
| Royaume-Uni (The Official Charts Company)            | 13                 |
| États-Unis (Billboard Hot 100)                       | 7                  |
| États-Unis (Billboard Modern Rock Tracks)            | 12                 |
| États-Unis (Billboard Hot Adult Contemporary Tracks) | 19                 |
| États-Unis (Billboard Top 40 Mainstream)             | 2                  |
| Israël (Reshet Gimel)                                | 1                  |

| Pays et classements (1993)     | Position |
| ------------------------------ | -------- |
| États-Unis (Billboard Hot 100) | 41       |
| Israël (Reshet Gimel)          | 2        |